# Sorbus olivacea
Sorbus olivacea är en rosväxtart som beskrevs av Mcall.. Sorbus olivacea ingår i släktet oxlar, och familjen rosväxter. Inga underarter finns listade i Catalogue of Life.